# Arquidiócesis ortodoxa antioquena de Buenos Aires y toda la Argentina
La arquidiócesis greco-ortodoxa de Buenos Aires y toda la Argentina es una diócesis de la Iglesia ortodoxa perteneciente a la Iglesia ortodoxa de Antioquía, cuya sede está en Buenos Aires) en Argentina. 
La arquidiócesis comprende todo el territorio de la República Argentina y su sede es la catedral de San Jorge en Buenos Aires.

## Historia
Los primeros cristianos ortodoxos llegaron a Argentina en la década de 1860. Eran los sirios y libaneses que huían del Imperio otomano. Desde 1889 estos inmigrantes pudieron asistir a la iglesia rusa ortodoxa de Buenos Aires, el primer templo ortodoxo abierto en Argentina.
A fines de 1918 el patriarca de Antioquía Gregorio IV, envió a Ignacio Aburrus como primer vicario patriarcal para la administración de la Iglesia en Argentina, Paraguay, Chile y Uruguay. En febrero de 1927 Miguel Jaluf fue designado como vicario general patriarcal. El 9 de septiembre de 1937 Ignacio Aburrus fue nuevamente designado vicario patriarcal. El 24 de marzo de 1946 se celebró la primera Divina Liturgia en la nueva catedral San Jorge. 
En 1947 el metropolitano de Zahle, Nifón Saba, visitó Argentina con el archidiácono Gabriel Salibi y permaneció en el país hasta 1949.
En 1949 el Santo Sínodo del patriarcado de Antioquía envió al obispo Sergio Samne como vicario patriarcal para reemplazar a Aburrus. Junto con él, los diáconos Michael Saba y Juan Laham fueron enviados a Argentina. 
El 1 de noviembre de 1955 el Santo Sínodo de la Iglesia ortodoxa de Antioquía nombró a Melecio (Swaiti) como arzobispo metropolitano de Argentina con jurisdicción también en Uruguay, Paraguay, Chile y toda América de habla hispana. En junio de 1956 Swaiti llegó a Buenos Aires, quedando establecida la arquidiócesis. En 1966 la arquidiócesis redujo su territorio al crearse el vicariato patriarcal de Chile y el vicariato patriarcal de México, Venezuela, Centroamérica y el Caribe.

## Cronología de los obispos
- Meletio (Swaiti) (1 de noviembre de 1955-23 de septiembre de 1983)
- Cirilo (Dumat) (8 de octubre de 1996-10 de abril de 2006)
- Siluan (Muci) (15 de octubre de 2006-6 de octubre de 2018)
- Santiago (El Khoury) (desde el 9 de diciembre de 2018)

## Parroquias
Las parroquias de la arquidiócesis son las siguientes:
- Catedral de San Jorge (Buenos Aires)
- Parroquia de la Asunción de la Virgen (San Fernando)
- Parroquia de San Jorge (Junín)
- Parroquia de San Jorge (Pergamino)
- Parroquia de San Jorge (Córdoba)
- Parroquia de San Jorge (Mendoza)
- Parroquia de San Jorge (Salta)
- Parroquia de San Elías (Tartagal)
- Parroquia de San Jorge (Rosario)
- Parroquia de San Elías (Santa Fe)
  - Capilla de San Jorge (Esperanza)
- Parroquia de San Miguel Arcángel (Venado Tuerto)
- Parroquia de San Jorge (Reconquista)
- Parroquia de San Jorge (Santiago del Estero)
- Parroquia de la Asunción de la Virgen (San Miguel de Tucumán)
  - Capilla de San Jorge (Villa Mariano Moreno, Las Talitas)
  - Capilla de la Santa Cruz (Lastenia)